# Крупский, Кирилл Кириллович
Кири́лл Кири́ллович Кру́пский (1811 — 8 мая 1896, Петербург) — первый магистр теологических наук, старейший законоучитель Военного ведомства Российской империи (кавалерийских юнкеров Николаевской академии Генерального штаба и Школы гвардейских подпрапорщиков), капеллан, священник Русской православной церкви, протоиерей.

## Биография
Учился в Подольской духовной семинарии в Каменец-Подольской епархии (ныне — Украина).
В 1837 года окончил весь курс обучения Санкт-Петербургской духовной академии и стал первым магистром богословия (то есть первым по успеваемости на своём курсе).
С 1 сентября 1837 года — занял преподавательскую кафедру философии в Санкт-Петербургской духовной академии.
24 февраля 1842 года — рукоположённый в Священный сан в Санкт-Петербургской епархии. Служил в храме «Сошествия Святого Духа». Был назначен учителем Закона Божьего в Школе Гвардейских Подпрапорщиков, позже переименованной в Николаевское кавалерийское училище, и состоял в этой должности более 50-и лет, до момента смерти.
Скончался 8 мая 1896 года. Похоронен на Митрофановском кладбище.